# Friesenheim
 Friesenheim (en alsacià Friesene) és un municipi francès, situat a la regió del Gran Est, al departament del Baix Rin. L'any 2005 tenia 628 habitants.
Forma part del cantó d'Erstein, del districte de Sélestat-Erstein i de la Comunitat de comunes del cantó d'Erstein.

## Demografia
| 1962 | 1968 | 1975 | 1982 | 1990 | 1999 |
| ---- | ---- | ---- | ---- | ---- | ---- |
| 455  | 459  | 444  | 476  | 507  | 494  |

## Administració
| Període   | Identitat       | Partit |
| --------- | --------------- | ------ |
| 1977-1995 | Auguste Thomann |        |
| 1995-     | André Klumb     |        |